# تاكامي إيتو
تاكامي إيتو (باليابانية: 伊藤たかみ)‏ (5 أبريل 1971 في كوبه - ) روائي، وكاتب من اليابان.

## الجوائز
- جائزة أكوتاغاوا[3]
- جائزة جوجي تسوبوتا للأدب  [لغات أخرى]‏